# ايمري ريتر
ايمري ريتر (بالمجرية: Ritter Imre)‏ هو مدقق حسابات ‏ ومستشار ضريبي ‏ وسياسي مجري، ولد في 5 أغسطس 1952 في بوداورس في المجر. انتخب عضو الجمعية الوطنية المجرية وقد انضم خلال فترته النيابية ‏  للكتلة البرلمانية National Self-Government of Germans in Hungary ‏.